# Czesław Sypniewski
Czesław Sypniewski (ur. 19 sierpnia 1918 w Niemcach, zm. 9 września 1999) – polski ślusarz i działacz socjalistyczny, poseł na Sejm PRL V kadencji.

## Życiorys
Był synem Mieczysława i Franciszki. W młodych latach mieszkał w Grodźcu, a w Gosławicach ukończył szkołę podstawową. Uzyskał wykształcenie zasadnicze zawodowe, kształcił się w warsztacie ślusarskim. Podjął praktykę w Fabryce Maszyn Rolniczych Zygmunta Włodarczyka w Koninie. Po jej odbyciu zgłosił się w marcu 1938 do 70 Pułku Piechoty w Pleszewie, odbywając przeszkolenie dla Korpusu Ochrony Pogranicza. W wyniku uczestnictwa w wojnie obronnej, 16 września 1939 wzięto go rannego pod Radomiem do niewoli, osadzając w obozie jenieckim Stalag IIIA w Luckenwalde. Jesienią 1940 wywieziono go na roboty przymusowe do Potzlow. Powróciwszy do Polski, w czerwcu 1945 podjął pracę w Kopalni Węgla Brunatnego „Konin”. Od kwietnia do sierpnia 1947 pracował w zakładach włókienniczych w Wałbrzychu, po czym powrócił na funkcję przodowego sortowni w Koninie. Był również maszynistą turbinowni i kierownikiem świetlicy w Niesłuszu (do maja 1952).
Z początkiem 1947 roku został członkiem Polskiej Partii Socjalistycznej, wraz z którą w grudniu 1948 przystąpił do Polskiej Zjednoczonej Partii Robotniczej. Od 1950 do lat 70. pełnił funkcję sekretarza podstawowej organizacji partyjnej w brykietowni. Zasiadał również w plenum Komitetu Powiatowego PZPR w Koninie. W 1969 uzyskał mandat posła na Sejm PRL w okręgu Gniezno, zasiadał w Komisji Przemysłu Ciężkiego, Chemicznego i Górnictwa.

## Życie prywatne
W 1943 poślubił Annę z domu Kowalczyk. Został ojcem Krystyny (1943), Barbary (1946) oraz bliźniaków Adama i Mieczysława (1950). 

## Odznaczenia
- Krzyż Kawalerski Orderu Odrodzenia Polski (1969)
- Srebrny Krzyż Zasługi (1962)
- Medal 10-lecia Polski Ludowej (1954)
- Odznaka 1000-lecia Państwa Polskiego